# Peter G.M. van der Heijden

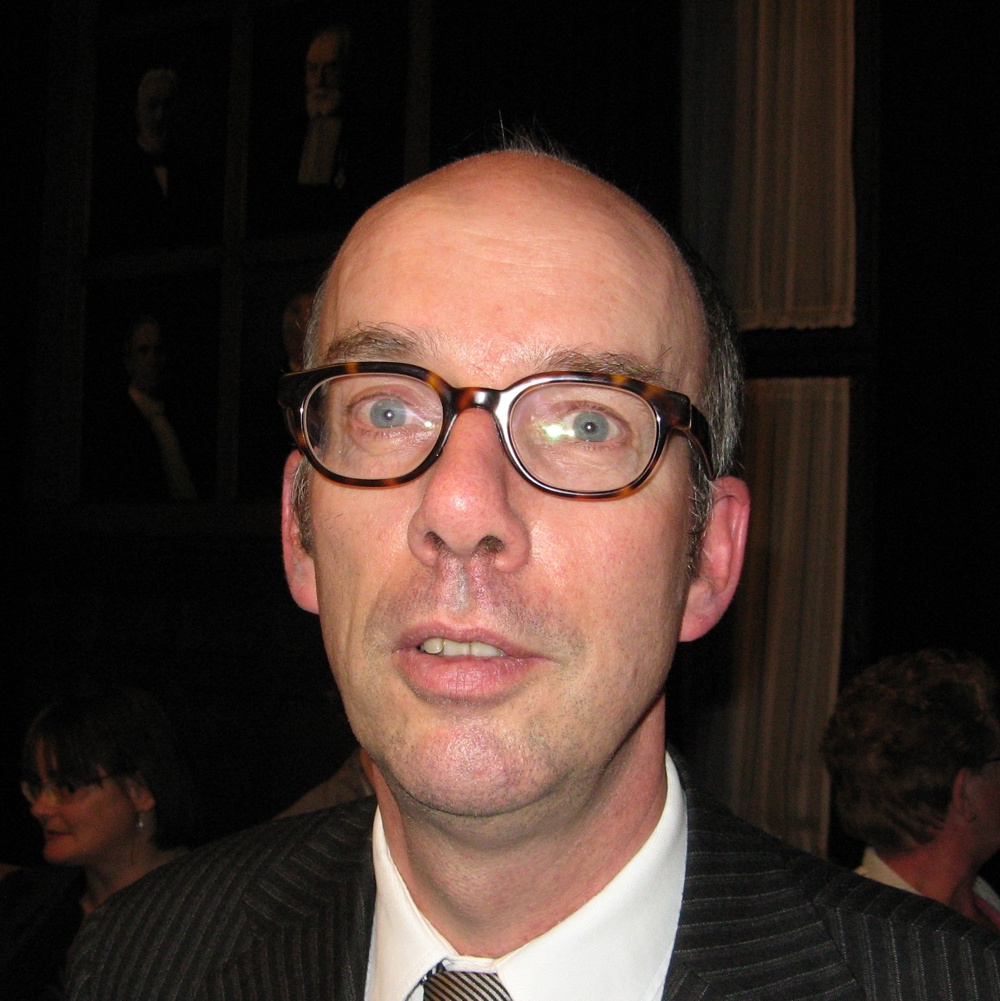
Peter van der Heijden, 2009.

Peter Gosewinus Maria (Peter) van der Heijden (1959) is een Nederlands onderzoeksmethodoloog, hoogleraar Statistiek aan de Universiteit Utrecht, en expert op het gebied van multivariate en exploratieve statistiek.
Van der Heijden studeerde vanaf 1977 psychologie en methoden en technieken van onderzoek aan de Universiteit Leiden, en promoveerde hier in 1987 op het proefschrift "Correspondence analysis of longitudinal categorical data".
Vanaf 1980 werkte Van der Heijden eerst als promovendus en later als wetenschappelijk medewerker bij de Universiteit Leiden. In 1992 werd hij hoogleraar "Statistiek ten behoeve van de Sociale Wetenschappen" aan de Universiteit Utrecht.
Van der Heijden doet onderzoek naar aanverwante zaken als omvangschattingen, randomized response, schattingen van fraude en de analyse van categorische data.

## Publicaties
- 1982. How to plot Albert Gifi. Met Ineke Stoop. Department of Datatheory, Faculty of Social Sciences, University of Leiden.
- 1987. Correspondence analysis of longitudinal categorical data. Proefschrift. Leiden : DSWO Press.
- 1992. Evaluatie van het longitudinaal verplaatsingsonderzoek. Met Filip Smit en Ger van Gils. Utrecht : Vakgroep Sociologie, Rijksuniversiteit Utrecht.
- 1992. Statistical modelling : a selection of papers from the sixth international workshop on statistical modelling, Utrecht, The Netherlands, 15-19 July, 1991. Red. met anderen. Amsterdam : North-Holland.
- 2001. Randomized response: onderzoek naar regelovertreding : resultaten ABW, WAO en WW. Met Gèr van Gils en Annemarie Rosebeek. Doetinchem : Elsevier bedrijfsinformatie.
- 2001. Ontwerp simulatiemodel leefbaarheid. Met anderen. Leiden : TNO Preventie en Gezondheid.
- 2006. Methoden voor omvangschattingen van verborgen populaties, met name illegalen. Met Dirk Sikkel en Ger van Gils. Meppel : Boom Juridische uitgevers.
- 2007. Methodenleer en Statistiek Faculteit sociale wetenschappen Universiteit Utrecht : enkele persoonlijke geschiedenissen van de periode 1970-2007. Met Martijn de Goede (red.) Utrecht : Vakgroep M&S, FSW, Universiteit Utrecht.